# Parasericostoma laterale
Parasericostoma laterale är en nattsländeart som beskrevs av Schmid 1964. Parasericostoma laterale ingår i släktet Parasericostoma och familjen krumrörsnattsländor. Inga underarter finns listade i Catalogue of Life.